# Aronne
Aronne (in ebraico אַהֲרֹן‎?), trascritto in ebraico standard Ahàron, in ebraico tiberiense ʾAhărōn, a volte traslitterato anche come Aaronne (fl. XV secolo a.C.), è un personaggio della Bibbia, fratello di Mosè e primo sommo sacerdote del popolo ebraico. La Chiesa cattolica lo considera santo e lo commemora il 1º luglio.
Il nome Aronne significa "portatore di martiri", ma viene anche ricollegato a diversi termini ebraici traducibili come "illuminato", "brillante", "esaltato", "alta montagna" o "montàno", "proveniente dalla montagna"; oppure molto più spesso al termine di  aron ("arca").
Viene considerato progenitore di tutti i Cohanim ebrei e di tutti i sommi sacerdoti ebrei.
Secondo il racconto dell'Esodo Aronne era il primo dei figli maschi di Amram e Jochebed, della tribù di Levi; il fratello Mosè era più giovane di tre anni rispetto ad Aronne, e Miriam, la loro sorella, era di alcuni anni più anziana rispetto ad Aronne. Aronne era il bisnipote di Levi e rappresentava le funzioni sacerdotali della sua tribù, diventando il primo sommo sacerdote.
Secondo il racconto del Libro dell'Esodo, quando Mosè ricevette da Dio l'incarico di parlare al Faraone d'Egitto, egli rispose di non poterlo fare perché era balbuziente. Dio allora gli ordinò di farsi accompagnare da Aronne, che avrebbe parlato per lui. Da allora Aronne fu sempre al fianco di Mosè, e in seguito divenne il primo sommo sacerdote dell'ebraismo.
Dopo l'uscita degli ebrei dall'Egitto, quando Mosè salì sul monte Sinai a parlare con Dio e non ridiscese per molti giorni, gli israeliti, credendo che egli non ritornasse più, chiesero ad Aronne di fabbricare loro un dio che essi potessero adorare. Aronne raccolse i loro gioielli d'oro, li fuse e fabbricò una statua raffigurante un vitello, ed essi la adorarono. Mosè però ridiscese dal monte, distrusse il vitello d'oro e rimproverò aspramente Aronne e tutti gli israeliti.
Sposò Elisabetta, dalla quale ebbe Nadab, Abiu, Eleazaro e Itamar. Aronne morì verso il termine dei quarant'anni durante i quali gli ebrei vagarono nel deserto in attesa di entrare nella Terra promessa, e fu sepolto nel deserto. Il figlio Eleazaro gli succedette nella carica di sommo sacerdote.

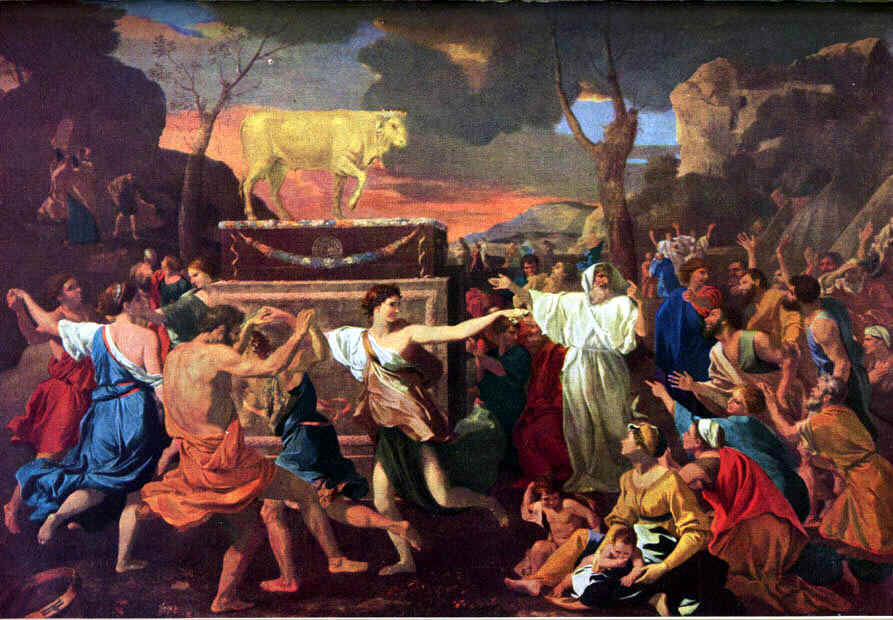
L'adorazione del vitello d'oro, di Nicolas Poussin

## Storia

### Giovinezza e ascesa
Mentre Mosè riceveva la sua istruzione presso la corte egiziana e durante l'esilio tra i Madianiti, Aronne e sua sorella rimasero con i loro congiunti nella confinante terra a oriente d'Egitto. In questa zona, Aronne divenne famoso, grazie ai suoi eloquenti e persuasivi discorsi; dunque, quando venne il tempo di domandare al Faraone di rilasciare il popolo d'Israele dalla cattività, Aronne divenne il nabi (portavoce) di suo fratello nei confronti del proprio popolo dal quale era stato separato sin dalla primissima infanzia e, dopo che gli israeliti dimostrarono la mancanza di volontà ad ascoltarlo, divenne il portavoce del Faraone stesso. A 55 anni lavorava per l'Egitto.

#### Il suo ruolo
La principale funzione di Aronne includeva il fare da portavoce a Mosè e implicava negoziati personali con la corte, rappresentando Mosè, che era sempre la figura centrale che muoveva tutto. La parte giocata da Aronne negli eventi che precedevano l'Esodo era, nonostante tutto, ministeriale, esecutiva, e non direttiva. Lui, assieme a Mosè, eseguivano "prodigi" davanti al loro popolo che allora rimase impressionato, cominciando a credere nella veridicità della missione divina dei fratelli.
Al comando di Mosè Aronne stringe il suo bastone per inviare le prime tre piaghe sull'Egitto. Nell'infliggere le rimanenti piaghe appare come un semplice attendente di Mosè, che con il suo bastone lanciava la collera divina sul Faraone e i suoi sottoposti. La potenza del bastone di Aronne era già stata dimostrata dopo la sua vittoria sopra i bastoni tenuti dai maghi egizi quando il bastone di Aronne ingoiò tutti gli altri bastoni dopo che erano stati tramutati in serpenti.
Durante il viaggio nelle aree rupestri Aronne non è sempre attivo o importante; e a volte sembra colpevole di una condotta ribelle o tendente al tradimento. Nella battaglia contro Amalek viene scelto assieme a Cur per sostenere la mano di Mosè che impugnava il "bastone di Dio". Quando la rivelazione venne data a Mosè sul Sinai capeggiò gli anziani di Israele che accompagnavano Mosè sulla via al picco; soltanto Giosuè venne ammesso assieme al suo capo a comparire davanti al Signore, mentre Aronne e Hur rimasero sotto al monte per badare alla gente. Fu durante l'assenza prolungata di Mosè che Aronne si piegò alle proteste della gente e forgiò un vitello d'oro come immagine visibile della divinità che li aveva liberati dall'Egitto. Per intercessione di Mosè, Aronne venne risparmiato dalla piaga che colpì le genti (Deuteronomio 9:20; Esodo 32:35), anche se era stata la tribù di Levi (alla quale Aronne apparteneva) la destinataria della vendetta punitiva del Signore.

## Diventa alto sacerdote di Israele
Ai tempi ai quali alla tribù di Levi venne riservato l'officio del servizio all'Arca, Aronne era stato unto e consacrato per il sacerdozio, vestito nell'abito del suo ruolo e istruito nelle sue varie mansioni (Esodo 28 e 29). Nello stesso giorno della sua consacrazione i suoi figli, Nadab e Abiu, vennero annichiliti dal fuoco inviato dal Signore per aver offerto incenso in un modo che violava la legge (Levitico 10).

## Ribellione di Cora, Datan e Abiram

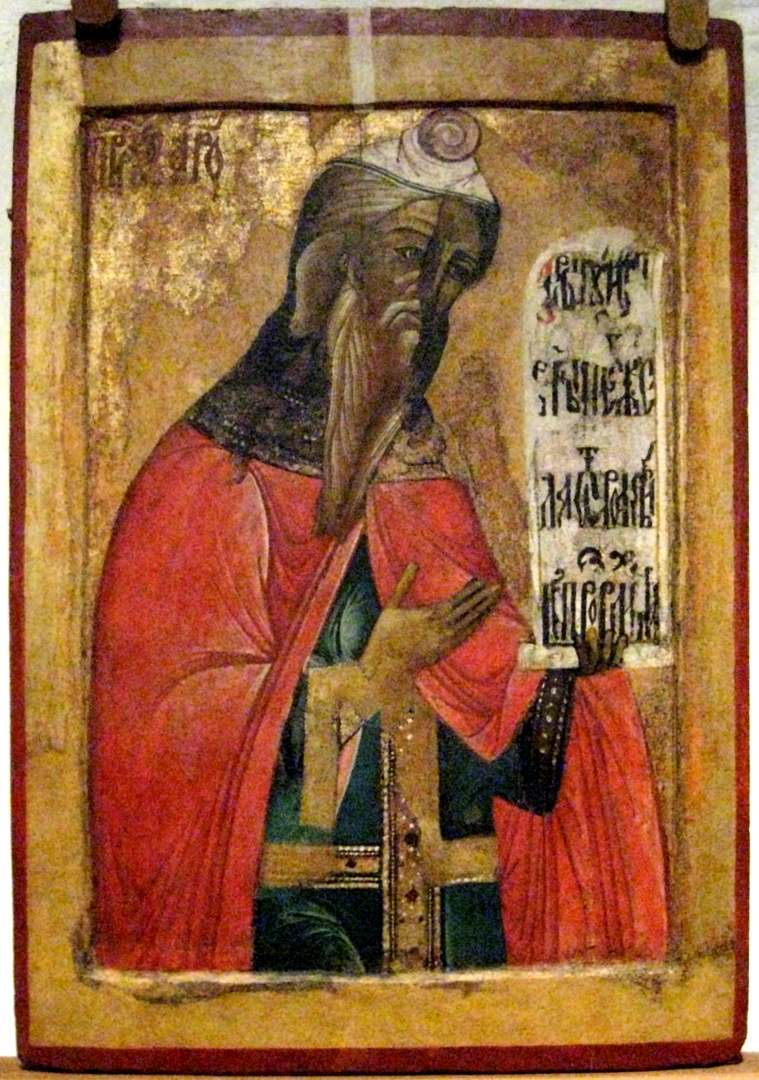
Icona di Aronne del XVII secolo

Sin dai tempi del soggiorno sul Sinai, quando divenne il sommo sacerdote unto d'Israele, Aronne cessò di essere il ministro di Mosè e venne sostituito nell'incarico da Giosuè. Viene menzionato in associazione con Miriam in una disputa piena di gelosia contro l'autodichiararsi di Mosè come l'allora unico profeta del Signore. Aronne chiese a Mosè di intercedere per lei, allo stesso tempo confessando il peccato e la follia che avevano provocato l'insurrezione.
Aronne stesso non fu colpito dalla piaga per via della sua immunità sacerdotale, e Miriam, dopo una quarantena di sette giorni, venne guarita e ottenne nuovamente i favori divini. È degno di nota il fatto che il profeta Michea faccia menzione di Mosè, Aronne e Miriam come i leader d'Israele dopo l'Esodo. In questa situazione sono le stesse parole del Signore a dichiarare che Mosè era l'unico tra gli uomini a poter parlare con Dio faccia a faccia (cfr. Shekhinah), e il non riconoscere questa prerogativa unica del fratello è il peccato di Miriam e Aronne. L'esclusività della famiglia di Aronne come unica famiglia di sacerdoti viene attestata dopo la ribellione di Cora o anche Core, che era cugino di Aronne. Quando la terra, spalancandosi, inghiottì i capi della rivolta, appunto Cora, Datan e Abiram, Eleazaro, figlio di Aronne, fu incaricato di recuperare gli incensieri dei sacerdoti morti. E quando il flagello dilagò tra quelli che avevano simpatizzato per i ribelli, Aronne fu incaricato da Mosè di compiere con quello stesso incensiere il rito espiatorio sul popolo finché la piaga non si fosse arrestata. Segue a questo episodio un'altra attestazione dell'autorità di Aronne: il Signore ordina a tutti i capi tribù di Israele di scrivere il proprio nome su bastoni differenti e portarli alla tenda del convegno. Al mattino seguente, dei dodici bastoni solo quello di Aronne è fiorito indicando così che tutti (e solo) i Leviti hanno accesso al rango sacerdotale; ora viene operata una distinzione formale tra i Leviti e gli Aroniti, tra i quali i primi ricevono l'Avodah di essere custodi del santuario.

## Morte
Ad Aronne, come a Mosè, non fu permesso entrare in Canaan assieme agli Israeliti. La presunta ragione è che i due fratelli mostrarono impazienza a Meribah (Kadesh), nell'ultimo anno di pellegrinaggio nel deserto, quando essi, o meglio Mosè, estrassero acqua da una roccia per alleviare la sete del popolo. Ciò che è interpretato come indice di un sentimento di sfiducia verso il Signore è che, anche se era stato ordinato solamente di parlare alla roccia, Mosè la colpì con il suo bastone ben due volte. Della morte di Aronne si hanno due resoconti. Quello principale è un racconto dettagliato che vede Aronne, Eleazaro e Mosè salire sul monte Or. Qui Mosè spoglia Aronne dei paramenti sacerdotali e li consegna al figlio Eleazaro, dopo Aronne muore all'età di 123 anni, pianto per 30 giorni dal popolo. L'altro racconto si trova invece nel Deuteronomio. Qui si dice brevemente che Aronne morì presso Mosera e là fu sepolto. Alcuni studiosi ritengono che Mosera non sia sul monte Cor poiché l'itinerario indicato in Numeri 33:31-37 riporta sette tappe tra Moseroth (che alcuni ritengono essere la stessa Mosera) e il monte Cor.

## Esegesi ebraica
- Aronne ebbe come sposa una discendente di Yehudah (cfr. Miriam, Re David e Sem e Tamar)[24].
- Sebbene Aronne e la sua discendenza ne ebbero concessione divina, il sacerdozio dell'Avodah venne trasmesso già e passò da Melchisedec ad Avraham per il popolo ebraico, soprattutto con il tetragramma biblico poi manifestato anche a Mosè (cfr. Ghiur, Parashah e Torah).
- Anche Aronne fu Zaddiq perfetto.
- Durante Sukkot, che fa parte dei Shalosh Regalim tra le festività ebraiche, viene ricordato solennemente.
- Nel Pentateuco Aronne viene definito "profeta"; Dio infatti disse a Mosè: sarà profeta [anche] per te.

## Culto
La Chiesa cattolica lo considera santo e lo ricorda il 1º luglio: 
(Martirologio Romano)

## Nel Corano
Nel Corano Aronne è noto come Harun. Una differenza significativa è che nel Corano Aronne non viene coinvolto nella creazione del vitello d'oro (Sur VII, 148-150), anche considerato che Aronne non viene punito come i peccatori di idolatria, ma lui e la sua discendenza sono investiti della massima dignità sacerdotale (Esodo 35, 19).

## Nei film
| Anno | Film | Attore                                            | Note                                   |
| ---- | --- | ------------------------------------------------- | -------------------------------------- |
| 1923 | I dieci comandamenti (The Ten Commandments)                                                                | James Neill                                       |                                        |
| 1936 | Verdi pascoli (The Green Pastures)                                                                         | David Bethea                                      |                                        |
| 1956 | I dieci comandamenti (The Ten Commandments)                                                                | John Carradine                                    |                                        |
| 1974 | Mosè (Moses the Lawgiver)                                                                                  | Anthony Quayle                                    | miniserie TV                           |
| 1975 | Mosè e Aronne (Moses und Aron)                                                                             | Louis Devos                                       |                                        |
| 1978 | The Story of Moses: Part 1, episodio della serie I grandi eroi della Bibbia (Greatest Heroes of the Bible) | Al Ruscio                                         | miniserie TV                           |
| 1978 | The Story of Moses: Part 2, episodio della serie I grandi eroi della Bibbia (Greatest Heroes of the Bible) | Al Ruscio                                         | miniserie TV                           |
| 1979 | The Ten Commandments, episodio della serie I grandi eroi della Bibbia (Greatest Heroes of the Bible)       | Richard Mulligan                                  | miniserie TV                           |
| 1992 | Ancient Secrets of the Bible                                                                               | Robert Macri                                      | film TV                                |
| 1993 | Moses: From Birth to Burning Bush                                                                          | Jarrus Walker Richard Jewkes (Aronne a 3 anni)    | uscito in home video                   |
| 1993 | Ancient Secrets of the Bible, Part II                                                                      | Robert Macri                                      | film TV                                |
| 1995 | Mosè (Moses)                                                                                               | David Suchet                                      | miniserie TV                           |
| 1996 | Moses, episodio della serie Testament: The Bible in Animation                                              | Tony Leader                                       | serie animata                          |
| 1998 | Il principe d'Egitto (The Prince of Egypt)                                                                 | Jeff Goldblum (voce)                              | film d'animazione                      |
| 2000 | In the Beginning - In principio era (In the Beginning)                                                     | David Threlfall                                   | film TV                                |
| 2001 | Les dix commandements                                                                                      | Pedro Alves Emmanuel Dahl                         | Uscito in home video                   |
| 2003 | Kids' Ten Commandments: A Life and Seth Situation                                                          | Brian Cummings                                    | uscito in home video                   |
| 2003 | Kids' Ten Commandments: The Rest Is Yet to Come                                                            | Brian Cummings                                    | uscito in home video                   |
| 2003 | Kids' Ten Commandments: Toying with the Truth                                                              | Brian Cummings                                    | uscito in home video                   |
| 2005 | The Animated Kid's Bible                                                                                   | Andy Duncan Andrew Carlton                        | film d'animazione uscito in home video |
| 2006 | The Ten Commandments                                                                                       | Linus Roache                                      | miniserie TV                           |
| 2006 | Moses und Aron                                                                                             | Thomas Moser                                      | film TV                                |
| 2006 | The Ten Commandments: The Musical                                                                          | Nicholas Rodriguez                                | musical                                |
| 2007 | Exodus | Anthony Johnson Aston Fredericks (Aronne bambino) | versione moderna dell'Esodo            |
| 2007 | I dieci comandamenti (The Ten Commandments)                                                                | Christopher Gaze                                  | film d'animazione                      |
| 2009 | Moses und Aron                                                                                             | Andreas Conrad                                    | film TV                                |
| 2013 | Un popolo in cammino, episodio della serie La Bibbia (The Bible)                                           | Louis Hilyer                                      | miniserie TV                           |
| 2014 | Exodus - Dei e re (Exodus: Gods and Kings)                                                                 | Andrew Tarbet                                     |                                        |